# Паттерсон, Джозеф Медилл
Джозеф Медилл Паттерсон (англ.Joseph Medill Patterson) (6 января 1879 — 26 мая 1946) — американский журналист, издатель, внук Джозефа Медилла, основателя Chicago Tribune, мэра Чикаго. Джозеф Паттерсон был одним из наиболее значимых издателей и редакторов в США: именно он основал New York Daily News и ввёл в США в обращение формат таблоида.

## Семья
Младшая сестра Паттерсона — издатель Цисси Паттерсон; дочь — Алисия Паттерсон, основатель газеты Newsday. Его отец — Роберт У. Паттерсон, журналист Chicago Tribune, который женился на дочери владельца газеты и сделал успешную карьеру.
К 1906 году Джозеф Паттерсон уже был отцом троих дочерей. По словам его родственников, он всегда хотел сына, который у него родился почти через двадцать лет после появления на свет младшей дочери.
Позже его сын Джеймс стал вице-президентом и помощником главного редактора Daily News. Один из внуков Паттерсона, Джозеф Медилл Паттерсон Олбрайт, был женат на Мадлен Олбрайт в течение 23 лет.

## Карьера
Его семья изначально готовила его как наследника дела своего знаменитого деда, Джозефа Медилла. Паттерсон был студентом Йельского университета, в котором вступил в тайное общество Scroll and Key.
По окончании университета он вернулся в Чикаго и работал в Chicago Tribune, но после ссоры с отцом ушёл из газеты, переехал на ферму и периодически писал статьи для различных изданий и прозу. Паттерсон вернулся в Tribune только к 1910 году.
После смерти отца Паттерсон взял на себя управление Tribune. После окончания Первой мировой войны он отправился в Лондон, где обратил внимание на формат таблоида. Не придя к единому мнению по вопросу нового формата, он уступил управление газетой двоюродному брату Роберту Маккормику, переехал в Нью-Йорк и основал таблоид New York Daily News 26 июня 1919 года.
Джозеф Медилл Паттерсон похоронен на Арлингтонском национальном кладбище.